# Torneo Tenis Club Argentino
Il Torneo Tenis Club Argentino è un torneo professionistico di tennis giocato su campi in terra rossa. Fa parte dell'ITF Women's Circuit. Si gioca annualmente a Buenos Aires in Argentina.

## Albo d'oro

### Singolare
| Anno | Campione        | Finalista       | Punteggio |
| ---- | --------------- | --------------- | --------- |
| 2012 | Teliana Pereira | Amanda Carreras | 6–1, 6–2  |

### Doppio
| Anno | Campioni                        | Finalisti                                         | Punteggio        |
| ---- | ------------------------------- | ------------------------------------------------- | ---------------- |
| 2012 | Elena Bogdan Ioana Raluca Olaru | María Fernanda Álvarez Terán Maria Fernanda Alves | 1–6, 6–2, [10–7] |